# San José de Cusmapa
San José de Cusmapa là một khu tự quản thuộc tỉnh Madriz, Nicaragua. Khu tự quản San José de Cusmapa có diện tích 130 ki lô mét vuông. Đến thời điểm năm 2005, huyện San José de Cusmapa có dân số 7072 người.